# French Lover (film, 2025)
Pour les articles homonymes, voir French Lover.
Pour plus de détails, voir Fiche technique et Distribution.
French Lover est un film français réalisé par Nina Rives et dont la sortie est prévue en 2025.
Cette comédie romantique est une production de Zazi Films, Federation Studio France et Korokoro Productions pour Netflix avec la participation de TF1.

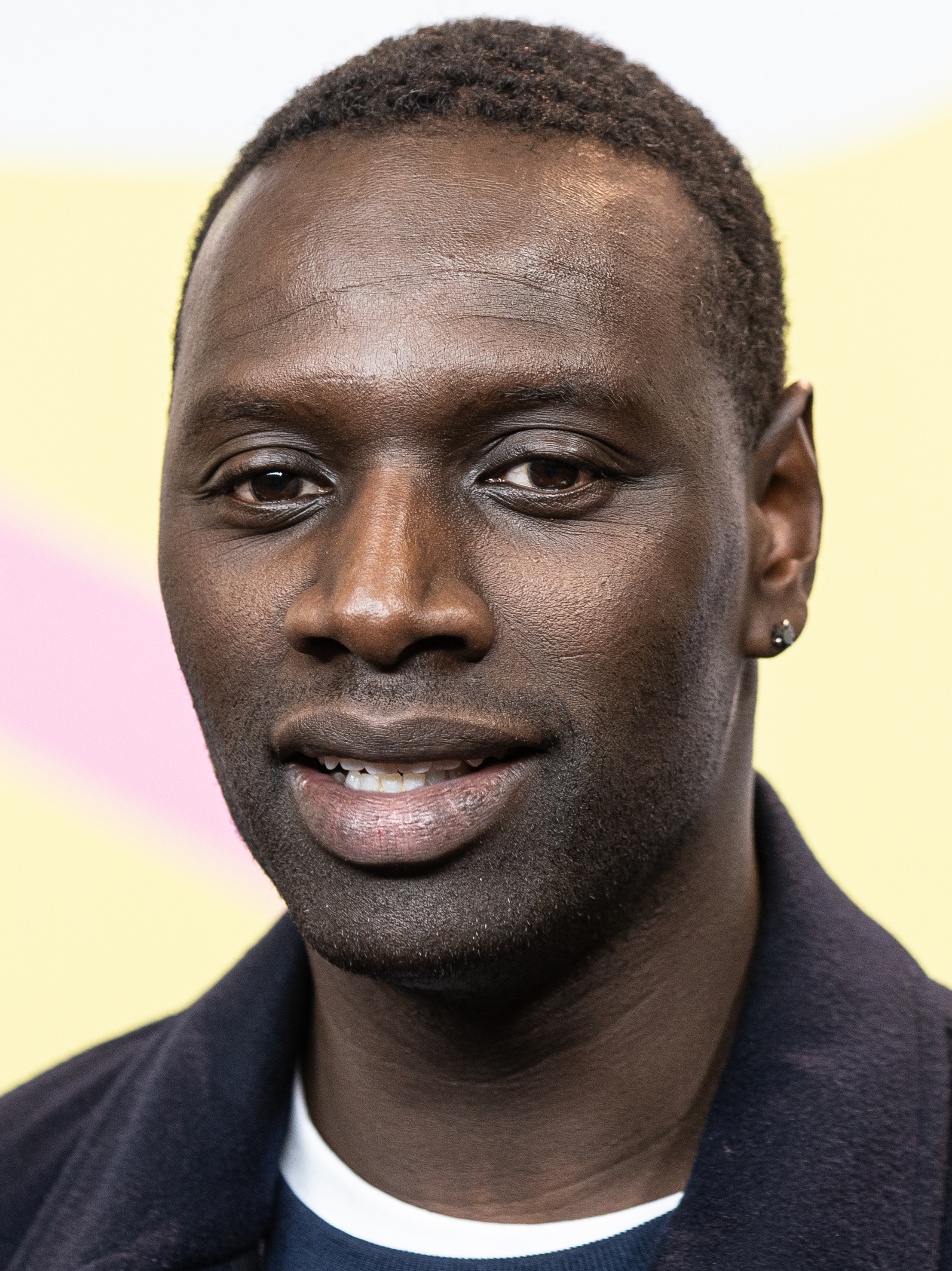
Omar Sy.

## Fiche technique
Sauf indication contraire, les informations mentionnées dans cette section peuvent être confirmées par les bases de données cinématographiques  présentes dans la section « Liens externes ».
- Titre original : French Lover
- Réalisation : Nina Rives[1],[2],[3],[4],[5]
- Producteur artistique : Hugo Gélin[1],[2],[3],[4]
- Sociétés de production : Zazi Films, Federation Studio France et Korokoro Productions[1],[2]
- Société de distribution : Netflix[1],[2],[4],[5]
- Pays de production :  France
- Langue originale : français
- Format : couleur
- Genre : comédie romantique[1],[2],[4],[5]
- Durée : N/A
- Dates de sortie : 2025[5] (Date sujette à modification)
  - Singapour et États-Unis : 26 septembre 2025 (internet)

## Distribution
Sauf indication contraire, les informations mentionnées dans cette section peuvent être confirmées par les bases de données cinématographiques  présentes dans la section « Liens externes ».
- Omar Sy : Abel Camara
- Sara Giraudeau : Marion
- Pascale Arbillot :
- Alban Ivanov :

## Production

### Genèse et développement
Cette comédie romantique est une production de Zazi Films, Federation Studio France et Korokoro Productions pour Netflix avec la participation de TF1,.
La réalisation est assurée par Nina Rives, dont c'est la première réalisation,,,.
La réalisatrice Nina Rives déclare : « Je suis ravie de m'associer aux très talentueux Omar Sy et Hugo Gélin pour mon premier film ».
La production est assurée par Zazi Films, Federation Studio France et Korokoro Productions pour Netflix.

### Attribution des rôles
Le 13 mai 2024, Variety annonce que « Omar Sy, le charismatique acteur français de la série « Lupin », devrait jouer dans « French Lover », la comédie romantique de Netflix qui marquera les débuts de Nina Rives  en tant que réalisatrice ».

### Tournage
Le tournage débute le 27 mai 2024 à Paris,,.